# 库隆热
库隆热（法語：Coulongé，法語發音：[kulɔ̃ʒe]）是法国萨尔特省的一个市镇，属于拉弗莱什区。

## 地理
库隆热（47°41'22"N, 0°12'8"E）面积15.05 平方千米，位于法国卢瓦尔河地区大区萨尔特省，该省份为法国西北部内陆省份，北起顺时针与奥恩省、厄尔-卢瓦省、卢瓦-谢尔省、安德尔-卢瓦尔省、曼恩-卢瓦尔省和马耶讷省接壤，是法国大西部的入口，连接卢瓦尔河谷、布列塔尼和巴黎盆地。
与库隆热接壤的市镇（或旧市镇、城区）包括：蓬瓦兰、萨尔塞、欧比涅拉康、吕谢-普兰热、芒西涅、勒吕德。

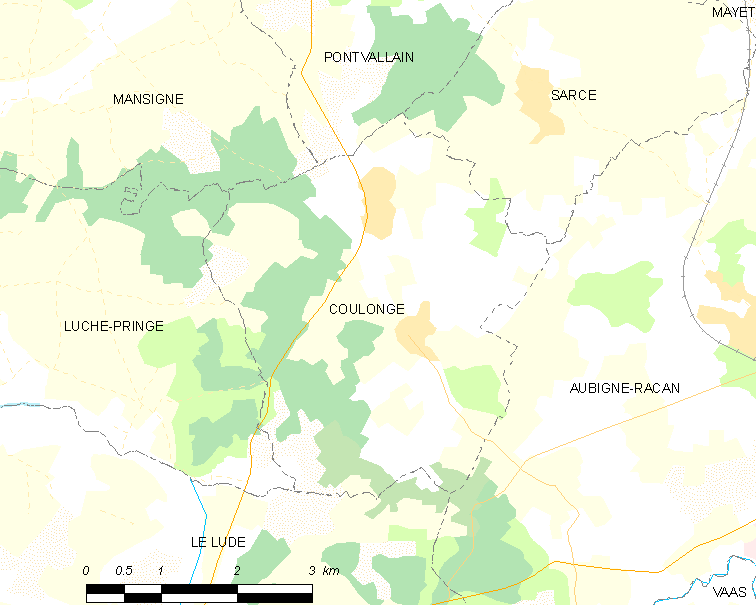
库隆热的OSM定位图

库隆热的时区为UTC+01:00、UTC+02:00（夏令时）。

## 行政
库隆热的邮政编码为72800，INSEE市镇编码为72098。

## 政治
库隆热所属的省级选区为勒吕德县。

## 人口

1962-2008年间库隆热人口变化图示

库隆热于2022年1月1日时的人口数量为512人。